# Diputación Foral de Guipúzcoa
La Diputación Foral de Guipúzcoa es el órgano de gobierno del territorio histórico de Guipúzcoa, País Vasco, España situado en el Palacio Provincial de Guipúzcoa, de San Sebastián. Además de las competencias ordinarias que ejercen las diputaciones provinciales de las restantes provincias de España, la Diputación Foral de Guipúzcoa ejerce competencias específicas derivadas de su naturaleza como territorio histórico del País Vasco, en virtud de su Estatuto de Autonomía.

## Diputada General
Al frente de la Diputación Foral se encuentra el presidente hasta 1976, y en 1979, durante la Transición española, pasó a llamarse Diputado General. Este es elegido por las Juntas Generales de Guipúzcoa.

### Presidentes de Guipúzcoa

Escudo del Territorio Histórico de Guipúzcoa, 1989.

Escudo histórico del Señorío y Provincia de Guipúzcoa, 1513-1979.

- 1955-1957: José María Caballero Arzuaga
- 1957-1962: Vicente Asuero y Ruiz de Arcaute
- 1962-1969: Antonio Epelde Hueto
- 1969-1976: Juan María de Araluce Villar¹

### Diputados Generales de Guipúzcoa
- 1979-1983: Xabier Aizarna Azula (PNV)
- 1983-1985: José Antonio Ardanza Garro (PNV)
- 1985-1991: Imanol Murua Arregi (EA)²
- 1991-1995: Elías Galdós Zubia (PNV)
- 1995-2003: Román Sudupe Olaizola (PNV)
- 2003-2007: Joxe Joan González de Txabarri (PNV - EA)³
- 2007-2011: Markel Olano Arrese (PNV)
- 2011-2015: Martin Garitano Larrañaga (Bildu)
- 2015-2023: Markel Olano Arrese (PNV)
- Desde 2023: Eider Mendoza Larrañaga (PNV)